# Ż
Ż, żは、Zにドット符号を付した文字。

## 呼称
- ポーランド語: żet（ジェット）

## 各言語における用法
- ポーランド語

基本的に有声そり舌摩擦音 （IPA[ʐ]）を表すが、語末や、無声阻害音が後に続く場合は、無声化して無声そり舌摩擦音（IPA[ʂ]）を表す。オールキャップスの場合や手書きの場合、代わりにƵが使われることもある。
- カシューブ語

有声後部歯茎摩擦音（IPA[ʒ]）を表す。
- マルタ語

有声歯茎歯擦音（IPA[z]）を表す。

## アルファベット上の位置
- ポーランド語の第32字母

- カシューブ語の第33字母

- マルタ語の第29字母

## 符号位置
| 大文字 | Unicode | JIS X 0213 | 文字参照       | 小文字 | Unicode | JIS X 0213 | 文字参照       | 備考 |
| ------ | ------- | ---------- | -------------- | ------ | ------- | ---------- | -------------- | ---- |
| Ż      | U+017B  | 1-10-11    | &#x17B; &#379; | ż      | U+017C  | 1-10-24    | &#x17C; &#380; |      |